# Angiolo Tosi
Angiolo Tosi, italijanski general, * 30. maj 1886, † 11. oktober 1982.